# Шонах им Шварцвалд
Шонах им Шварцвалд (њем. Schonach im Schwarzwald) општина је у њемачкој савезној држави Баден-Виртемберг. Једно је од 20 општинских средишта округа Шварцвалд-Бар. Према процјени из 2010. у општини је живјело 4.041 становника. Посједује регионалну шифру (AGS) 8326055.

## Географски и демографски подаци
Шонах им Шварцвалд се налази у савезној држави Баден-Виртемберг у округу Шварцвалд-Бар. Општина се налази на надморској висини од 765–1163 метра. Површина општине износи 36,7 km². У самом мјесту је, према процјени из 2010. године, живјело 4.041 становника. Просјечна густина становништва износи 110 становника/km².